# Elizabeth Hyatt
Elizabeth Hyatt foi uma enfermeira e motorista de ambulância da União durante a Guerra Civil Americana.

## Guerra Civil serviço
O serviço militar de Hyatt na guerra começou quando seu marido alistou-se em 1861 no 4.º Regimento de Voluntários de Wisconsin, e Hyatt encontrou muito trabalho a ser feito no acampamento antes de o regimento seguisse para a batalha. Como o regimento recebeu ordens para partir em direção ao sul, Hyatt começou a sair, mas o médico pediu-lhe para ficar e servir. Hyatt acabou partindo com o regimento para Baltimore, Maryland.
Hyatt servido principalmente no Patterson Park Hospital, especificamente na Ala 11. Ela tinha vinte e dois soldados sob seus cuidados, na maioria das vezes, mas também desempenhou a função de animar os soldados. Ela gostava de contar-lhes histórias da captura de Jefferson Davis e a derrota da Confederação para motivá-los. Quando foi solicitado que o regimento fosse para Ship Island, Hyatt seguiu com eles. Foi lá que começou a trabalhar como motorista de ambulâncias.
Hyatt serviu na Ala 11 até 11 de dezembro de 1862. Durante este tempo, houve apenas uma morte sob seus cuidados.